# Peter Uhlig (Beamter)
Peter Uhlig (* 7. Mai 1952 in Drangstedt) ist ein deutscher Beamter außer Dienst. Er war von 2008 bis 2009 Staatssekretär im Niedersächsischen Kultusministerium.

## Leben

### Ausbildung
Uhlig erlangte das Abitur 1971 an der Lessingschule Bremerhaven. Im Anschluss studierte er Mathematik und Physik für das Lehramt an Gymnasien in Hannover. Das erste Staatsexamen legte er 1978 und das zweite Staatsexamen 1980 ab.

### Laufbahn
Peter Uhlig trat in den Schuldienst ein und war von 1980 bis 1985 Studienassessor und Studienrat an der Lutherschule Hannover. Nach bereits fünf Jahren zog es ihn 1985 als Referent in das Niedersächsische Kultusministerium, wo er sich bis 1989 mit Rahmenrichtlinien,  einheitlichen Prüfungsanforderungen im Abitur und dem Aufbau der schulischen Umwelterziehung in Niedersachsen beschäftigte. Anschließend war er von 1989 bis 1993 Schulfachlicher Koordinator im Amt eines Studiendirektors an der Humboldtschule Hannover und von 1993 bis 2003 Schulleiter im Amt eines Oberstudiendirektors am Cato Bontjes van Beek-Gymnasium. Daneben arbeitete er in der Niedersächsischen Direktorenvereinigung mit, zuletzt als Vorsitzender. Von 2003 bis 2005 war erneut im Niedersächsischen Kultusministerium tätig, diesmal als Referent im Bereich Personal an Gymnasien sowie Zentralabitur und als Leiter des Aufbauteams der Niedersächsischen Schulinspektion. Zudem wurde er dort ab 2005 mit der Wahrnehmung der Geschäfte des Behördenleiters der Schulinspektion beauftragt. Am 1. November 2005 wurde Uhlig mit der Wahrnehmung der Geschäfte eines Behördenleiters der Landesschulbehörde mit Sitz in Lüneburg beauftragt. Danach folgte am 23. Mai 2007 seine Ernennung zum Präsidenten der Landesschulbehörde.
Mit Wirkung vom 26. Februar 2008 wurde er unter Ministerin Elisabeth Heister-Neumann (CDU) zum Staatssekretär im Niedersächsischen Kultusministerium ernannt. Er schied Mitte 2009 aus dem Amt aus.